# Herman Cain
Herman Cain (Memphis, Tennessee; 13 de diciembre de 1945-Atlanta, Georgia; 30 de julio de 2020) fue un empresario, columnista sindicado y activista político estadounidense. Fue candidato para las primarias presidenciales del Partido Republicano de 2012.

## Carrera política

### Primarias presidenciales de 2012

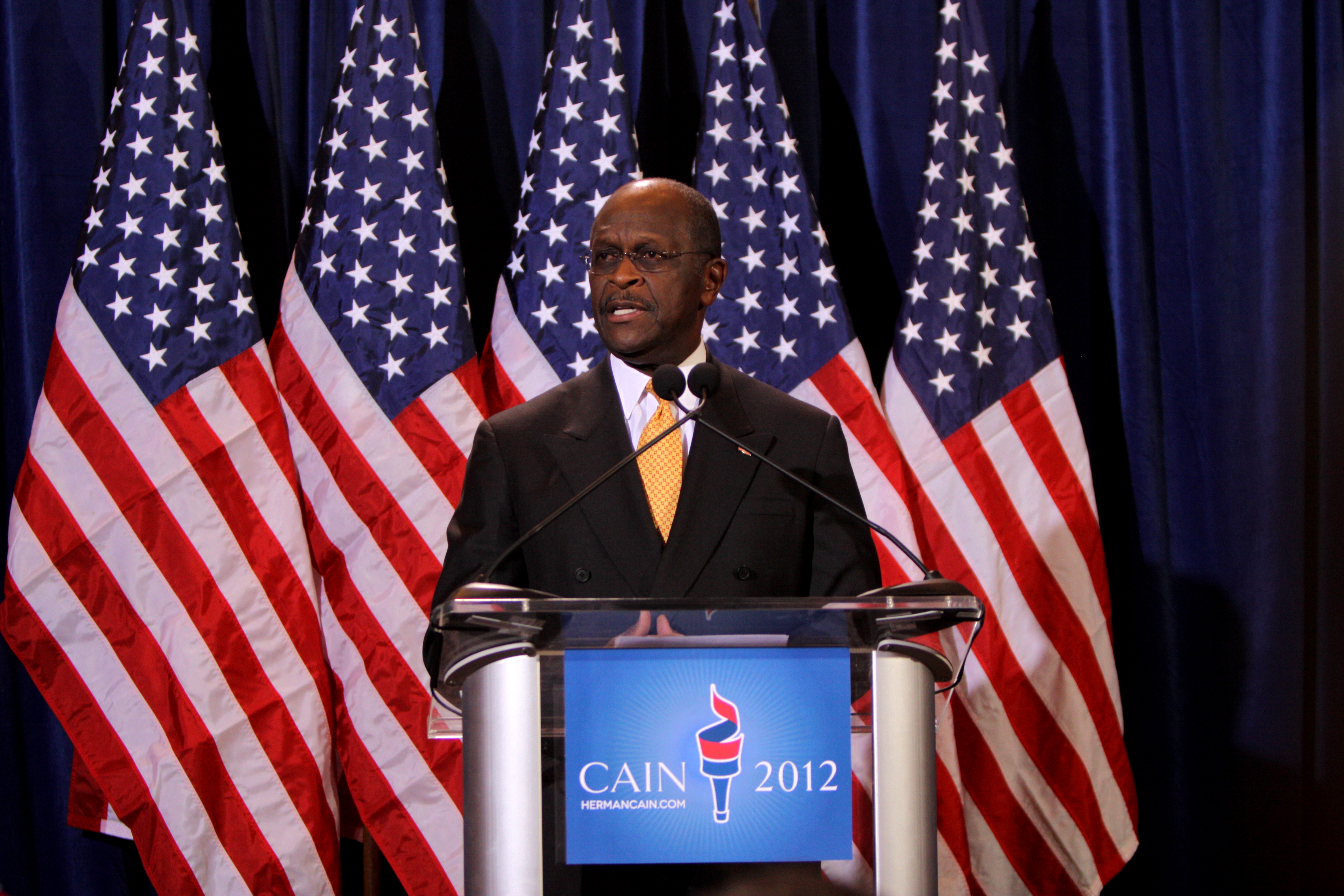
Cain en Arizona en 2011

Cain llegó a contar con amplio respaldo en las encuestas hacia noviembre de 2011. Pero el 3 de diciembre de 2011, Cain anunció que "suspendía" su campaña a la presidencia tras las acusaciones de acoso sexual y de adulterio, lo cual negó. Sin embargo, se creyó que estas acusaciones fueron ampliamente responsables de la fuerte caída en las encuestas. Finalmente, el 28 de enero de 2012 le dio su respaldo al precandidato Newt Gingrich.

## Vida personal

### Salud y muerte
En 2006 se le diagnosticó cáncer de estadio IV en el colon y metástasis en el hígado, y se le dio un 30 por ciento de posibilidades de supervivencia. Cain se sometió a cirugía y quimioterapia después del diagnóstico, y posteriormente se informó que el cáncer estaba en remisión.
El 29 de junio de 2020, Cain fue diagnosticado con COVID-19 e ingresó en un hospital del área de Atlanta dos días después. Al cabo de cuatro semanas de hospitalización, falleció por complicaciones debido a COVID-19 a los 74 años el 30 de julio del mismo año.
En vida, rechazó públicamente el distanciamiento social y el uso de mascarillas durante la pandemia de coronavirus, y se negó a usar una. Asistió a un mitin político de Donald Trump en Tulsa, Oklahoma, nueve días antes de ser diagnosticado y fue fotografiado sin una mascarilla facial ni realizando distanciamiento social. El día que fue hospitalizado, elogió a la gobernadora de Dakota del Sur, Kristi Noem, por no requerir mascarillas en un próximo evento de campaña de Trump, tuiteando «Masks will not be mandatory for the event, which will be attended by President Trump. PEOPLE ARE FED UP!» («Las mascarillas no serán obligatorias para el evento, al que asistirá el presidente Trump. ¡LA GENTE ESTÁ HARTA!»). El tuit fue eliminado el día de su muerte. El personal de Cain dijo el 2 de julio que «no había forma de saber con certeza cómo o dónde» contrajo la enfermedad. Dan Calabrese, editor del sitio web de Cain, dijo: «Me doy cuenta de que la gente va a especular sobre el mitin político de Tulsa, pero Herman viajó mucho esa semana, incluso a Arizona, donde los casos aumentaron».